# Parkesia noveboracensis
Il tordo acquaiolo settentrionale (Parkesia noveboracensis J. F. Gmelin, 1789) è uno dei rappresentanti più grandi della famiglia dei Parulidi. Nidifica nella parte settentrionale del Nordamerica in Canada e negli Stati Uniti settentrionali, Alaska compresa. È un uccello migratore, che sverna in America Centrale, nelle Indie Occidentali e in Florida, nonché in Venezuela, Colombia ed Ecuador. Come visitatore occasionale molto raro, compare talvolta in altri Paesi sudamericani e nell'Europa occidentale.

## Descrizione

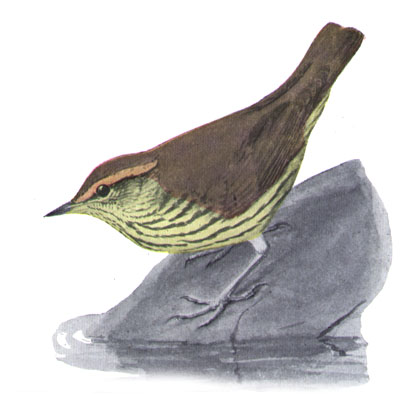
Illustrazione di Louis Agassiz Fuertes.

Il tordo acquaiolo settentrionale è un parulide di grandi dimensioni (e non un tordo, nonostante il nome). Misura 12–15 cm di lunghezza, ha un'apertura alare di 21–24 cm e pesa 13-25 g. Tra le misure standard, l'ala misura 6,8-8,2 cm, la coda 4,5-5,7 cm, il becco 1,1-1,2 cm e il tarso 1,9-2,3 cm. Sulla testa, la corona è marrone con un sopracciglio bianco. Il becco è appuntito e scuro. La gola è segnata da leggere striature di colore variabile dal marrone al nero, che divengono maggiormente evidenti su petto e fianchi. Il dorso è uniformemente marrone. I sessi hanno aspetto simile. Negli esemplari giovani, le regioni inferiori sono color camoscio, invece che bianche.
L'unica specie che i birdwatchers possono confondere con il tordo acquaiolo settentrionale è il tordo acquaiolo della Louisiana (Parkesia motacilla), suo stretto parente, che ha fianchi e sottocoda color camoscio e zampe color rosa brillante. Il tordo acquaiolo della Louisiana ha inoltre una gola più bianca con meno striature.
Entrambe le specie di tordo acquaiolo si spostano camminando, invece che saltellando, e sembrano barcollare, in quanto durante gli spostamenti sul terreno fanno ondeggiare la parte posteriore del corpo.

## Biologia
Nei terreni di svernamento a Porto Rico, i tordi acquaioli settentrionali lasciano le aree di foraggiamento diurne e volano per 2 km fino ai posatoi notturni. Questi posatoi sono spesso situati tra formazioni di mangrovia rossa.
A Porto Rico i tordi acquaioli settentrionali svernano in quattro principali tipi di habitat: formazioni di mangrovie bianche, di mangrovie rosse, di mangrovie nere e boscaglie. I maschi, che hanno dimensioni maggiori e in primavera lasciano la regione per primi, preferiscono svernare tra le mangrovie bianche, e riescono a mantenere stabile o aumentare il loro peso durante l'inverno. Le femmine svernano in habitat più asciutti e meno ricchi di cibo. Gli esemplari che svernano tra le mangrovie rosse e nere possono mantenere costante il loro peso corporeo per tutto l'inverno, mentre quelli che svernano nella boscaglia perdono peso.

### Riproduzione
L'habitat riproduttivo del tordo acquaiolo settentrionale è costituito da aree boschive umide in prossimità dell'acqua. Fa il nido in un moncone o tra le radici degli alberi, dove depone da tre a sei uova, color crema o camoscio e macchiettate di marrone e grigio. Le uova vengono deposte in una struttura a coppa fatta di foglie, pezzi di corteccia e piccole radichette.

### Alimentazione
Il tordo acquaiolo settentrionale va in cerca di cibo sul terreno, catturando insetti, molluschi e crostacei tra la lettiera di foglie.

### Canto
Il canto consiste in un rumoroso swee swee chit chit weedleoo, e il richiamo in un secco chink.